# Bandera aborigen australiana
La bandera aborigen australiana representa als aborígens australians. És una de les banderes oficialment proclamades d'Austràlia, i té un estatus legal i polític especial Sovint es fa onejar juntament amb la bandera nacional i amb la bandera dels illencs de l'estret de Torres, que també és una bandera proclamada oficialment.
La bandera es divideix de manera horitzontal i equitativa en una regió negra (a dalt) i una regió vermella (a sota); un disc groc se superposa sobre el centre de la bandera. Les proporcions de la bandera, segons es proclama, són de 2:3; no obstant això, la bandera es reprodueix sovint en les proporcions 1:2 igual que amb la bandera nacional australiana.
La bandera aborigen australiana fou dissenyada el 1971 per l'artista aborigen Harold Thomas, descendent del poble Luritja d'Austràlia central i que té drets de propietat intel·lectual sobre el disseny de la bandera. La bandera es va dissenyar originalment per al moviment pels drets de la terra i es va convertir en un símbol dels aborígens d'Austràlia.

## Estatus
El govern d'Austràlia va concedir-li l'estatus de "Bandera d'Austràlia", d'acord amb la Flags Act de 1953, per proclamació el 14 de juliol de 1995.
A causa d'una "supervisió administrativa", la proclamació de 1995 no es va presentar per tal que continués en vigor indefinidament; per tant, va caducar automàticament l'1 de gener de 2008. Per tant, va ser substituït gairebé de la mateixa manera, el 25 de gener de 2008, amb efecte a partir de l'1 de gener.
A la proclamació del 2008, la bandera "és reconeguda com la bandera dels pobles aborígens d'Austràlia i una bandera significativa per a la nació australiana en general" i designada "per ser la bandera dels pobles aborígens d'Austràlia i per ser coneguda com a Bandera Aborigen Australiana. El disseny es reprodueix a la llista 1 i es descriu a la llista 2.

## Simbolisme
El significat simbòlic dels colors de la bandera (com afirma Harold Thomas) és:
- Negre: representa el poble aborigen d’Austràlia.
- Cercle groc: representa el Sol, el que dona la vida i el protector.
- Vermell: representa la terra vermella, l’ocre vermell utilitzat en cerimònies i la relació espiritual dels pobles aborígens amb la terra.

## Colors
Les especificacions dels colors oficials de la bandera són:
| Sistema    | Vermell           | Groc                | Negre           |
| ---------- | ----------------- | ------------------- | --------------- |
| Pantone    | 1795 C (o 179 C)  | 123 C               | Negre C         |
| RGB (HTML) | 204–0–0 (#CC0000) | 255–255–0 (#FFFF00) | 0–0–0 (#000000) |
| CMYK       | 0%–100%–100%–30%  | 0%–0%–100%–0%       | 0%–0%–0%–100%   |

En la majoria dels casos, les reproduccions en pantalla o digitals de la bandera haurien d’utilitzar els colors RGB, tal com es mostra a la taula anterior. Quan es mostren en formats de tela física, és molt preferible utilitzar les especificacions de Pantone. En imprimir en paper, els colors CMYK són millors.

## Ús

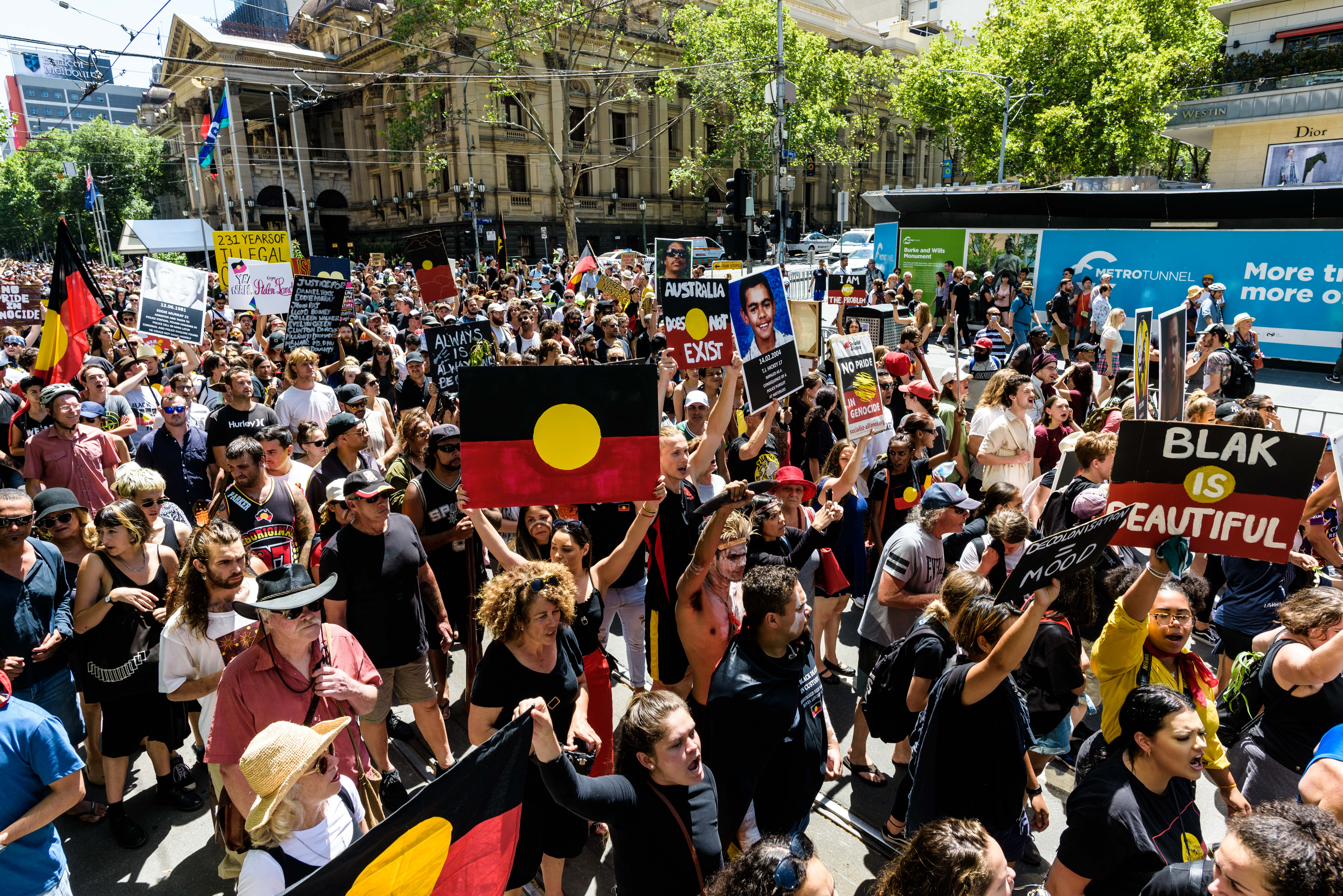
Manifestació a Melbourne per l'Invasion Day del 2019.

### Edificis públics
El primer ajuntament que va onejar la bandera aborigen fou el de la ciutat de Newcastle el 1977.
El 8 de juliol de 2002, l'ajuntament d'Adelaida va aprovar el vol permanent de la bandera aborigen a prop de la ubicació de la seva primera hissada, la plaça Tarntanyangga/Victoria Square, el 1971, que ara vola al costat de la bandera australiana. També ha onejat davant de l'ajuntament d'Adelaida des de la mateixa data.
L'abril de 2021, el comissari adjunt de la policia regional de Nova Gal·les del Sud, Gary Worboys, va dir que li agradaria que la bandera onegés a totes les oficines de policia regionals de l'estat, que passaria dels 12 als 89 llocs.

### Altres usos autoritzats
Els emojis de disseny aborigen titulats Indigemojis i que incloïen la bandera en diversos dissenys es van fer públics el desembre de 2019 mitjançant una aplicació, amb el permís de Harold Thomas.